# Хорватські сувереністи (коаліція)
Хорватські сувереністи (хорв. Hrvatski suverenisti) — об'єднання хорватських націоналістичних партій, яке очолювала одна з найпопулярніших політиків Хорватії, досвідчена європарламентарка Ружа Томашич.
Цю коаліцію 2019 року утворили чотири партії Храст — Рух за успішну Хорватію (HRAST), Хорватська консервативна партія (HKS), Хорватська партія права доктора Анте Старчевича (HSP AS) і Об'єднані хорватські патріоти (UHD) та дві громадянські ініціативні групи «Istina o Istanbulskoj» і «Hrvatski bedem».  
На виборах до Європейського парламенту 2019 р. об'єднання здобуло 91 556 голосів (8,52%) і вибороло 1 мандат. Кандидатка Ружа Томашич (HKS) отримала 69 989 голосів (76,45%).
10 листопада 2019 коаліція офіційно стала партією, заснованою Хорватською консервативною партією, Храстом — Рухом за успішну Хорватію, представниками громадських об'єднань та громадянськими ініціативними групами «Istina o Istanbulskoj» i «Hrvatski bedem», а також видатними інтелектуалами та окремими особами.